# Fluxiderma conicinnum
Fluxiderma conicinnum är en djurart som tillhör fylumet bukhårsdjur, och som först beskrevs av Stockes 1887.  Fluxiderma conicinnum ingår i släktet Fluxiderma och familjen Chaetonotidae. Inga underarter finns listade i Catalogue of Life.